# Lost Dogs (album)
Lost Dogs è una compilation dei Pearl Jam, che raccoglie outtakes dai precedenti album, b-side dei singoli, cover e altro materiale inedito.
È stato pubblicato l'11 novembre 2003.

## Tracce

### Disco 1
1. All Night - 3:22 - (Vedder/Gossard/Ament/McCready/Irons)
  - No Code outtake.[1]
2. Sad - 3:39 - (Vedder)
  - Binaural outtake.[1]
3. Down - 3:15 - (Vedder/Gossard/McCready)
4. Hitchhiker - 3:17 - (Vedder)
  - Binaural outtake.[1]
5. Don't Gimme No Lip - 2:35 - (Gossard)
  - No Code outtake.[1]
6. Alone - 3:11 - (Vedder/Gossard/Ament/McCready/Abbruzzese)
7. In The Moonlight - 3:07 - (Cameron)
  - Binaural outtake.[1]
8. Education - 2:46 - (Vedder)
  - Binaural outtake.[1]
9. Black Red Yellow - 3:26 - (Vedder)
10. U - 2:53 - (Vedder)
11. Leaving Here - 2:51 - (B.Holland/Dozier/E.Holland)
12. Gremmie Out Of Control - 2:25 - (Haskell)
13. Whale Song - 3:35 - (Irons)
14. Undone - 3:10 - (Vedder)
15. Hold On - 4:22 - (Vedder/Gossard)
16. Yellow Ledbetter - 5:00 - (Vedder/Ament/McCready)

### Disco 2
1. Fatal - 3:39 - (Gossard)
  - Binaural outtake.[1]
2. Other Side - 4:04 - (Ament)
3. Hard To Imagine - 4:35 - (Vedder/Gossard)
4. Footsteps - 3:54 - (Vedder/Gossard)
5. Wash - 3:48 - (Vedder/Gossard/Ament/McCready/Krusen)
6. Dead Man - 4:16 - (Vedder)
7. Strangest Tribe - 3:49 - (Gossard)
8. Drifting - 2:53 - (Vedder)
9. Let Me Sleep - 2:59 - (Vedder/McCready)
10. Last Kiss - 3:17 - (W.Cochran)
11. Sweet Lew - 2:11 - (Ament)
  - Binaural outtake.[1]
12. Dirty Frank - 5:42 - (Vedder/Gossard/Ament/McCready/Abbruzzese)
13. Brother - 3:47 - (Gossard)
  - Ten outtake.[1]
14. Bee Girl - 9:55 - (Vedder/Ament)
15. 4/20/02 (ghost track) - 3:52 - (Vedder)
  - Riot Act outtake.[1] dedicata a Layne Staley degli Alice in Chains che morì in quella data. Si trova non a caso dopo 4 minuti e 20 secondi di silenzio in "Bee Girl", che dura 1:43.

## Classifica
Informazioni tratte dalle seguenti fonti:
| Anno | Classifica               | Posizione |
| ---- | ------------------------ | --------- |
| 2003 | The Billboard 200        | 15        |
| 2003 | Top Internet Albums      | 15        |
| 2003 | New Zealand Albums Chart | 18        |
| 2003 | Australian Albums Chart  | 19        |
| 2003 | Irish Albums Chart       | 63        |
| 2003 | German Albums Chart      | 64        |

## Crediti
Informazioni tratte da Allmusic Guide
- Jeff Ament – basso, chitarra, voce
- Stone Gossard – chitarra, voce, basso, percussioni
- Mike McCready – chitarra, piano
- Eddie Vedder – chitarra, voce, E-Bow, armonica a bocca, piano
- Matt Cameron – batteria, percussioni, chitarra
- Jack Irons – batteria, chitarra, voce, percussioni
- Dave Krusen – batteria, slit drum
- Dave Abbruzzese – batteria
- Kenneth "Boom" Gaspar - organo
- Mitchell Froom
- Brendan O'Brien – chitarra
- Tchad Blake – Wurlitzer
- Prodotto da Brendan O'Brien, Tchad Blake, Adam Kasper, Rick Parashar, Pearl Jam, Stone Gossard, Eddie Vedder, Westwood One Broadcast
- Missato da Brendan O'Brien, Brett Eliason, Tchad Blake, Adam Kasper, Rick Parashar, Ed Brooks, Matt Bayles
- Engineered by Nick Didia, Brett Eliason, Tchad Blake, Adam Kasper, Rick Parashar, Ed Brooks, Matt Bayles
- Fotografie di Eddie Vedder
- Cover di Jeff Ament
- Layout and Design by Brad Klausen